# Зіниці Аргайлла Робертсона
Зіниця Аргайлла Робертсона (англ. Argyll Robertson Pupil) — ураження очей, клінічний симптом, характерний для хвороб центральної нервової системи, при якому в людини відсутній зіничний рефлекс (реакція ока на світло). Незважаючи на те, що зіниці нормально скорочуються при розгляданні предметів поблизу, вони не реагують на яскраве світло.